# Arnold

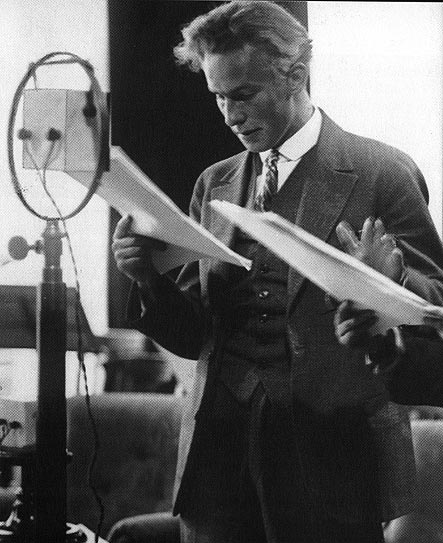
Arnold Sjöstrand, 1927.

Mansnamnet Arnold är ett forntyskt namn sammansatt av orden för 'örn' och 'ledare, härskare'.
Namnet har alltid varit relativt ovanligt i Sverige, under 1990-talet fick endast 11 pojkar namnet som tilltalsnamn. Den 31 december 2009 fanns det totalt 6 068 personer i Sverige med namnet Arnold, varav 857 med det som tilltalsnamn. År 2003 fick 41 pojkar namnet, varav 2 fick det som tilltalsnamn.
Namnsdag i Sverige: 4 augusti, (1901–1992: 7 augusti). I den finlandssvenska namnsdagslängden har Arnold namnsdag 16 november sedan 1995. Före det hade Arnold namnsdag 26 januari 1929–1994.

## Personer med namnet Arnold
- Arnold av Brescia (död 1155), italiensk munk
- Arnold (ärkebiskop) (död 1424), svensk präst och biskop
- Arnold Bax, brittisk kompositör
- Arnold Böcklin, schweizisk konstnär
- Arnold Haukeland, norsk bildhuggare
- Arnold Jackson, brittisk friidrottare
- Arnold Palmer, amerikansk golfspelare
- Arnold Rüütel, Estlands president
- Arnold Schwarzenegger, österrikisk-amerikansk skådespelare, politiker
- Arnold Schönberg, österrikisk tonsättare
- Arnold Sjöstrand, svensk skådespelare och regissör
- Arnold Sommerfeld, tysk fysiker
- Arnold Vaide, estlandsfödd svensk friidrottare
- Arnold Wesker, brittisk dramatiker
- Arnold Östman, svensk pianist, cembalist och dirigent